# Państwowe Muzeum Historyczne w Moskwie
Państwowe Muzeum Historyczne (ros. Государственный исторический музей) – jedno z najstarszych muzeów w Moskwie, założone w 1872 roku. Obecny gmach muzeum został wzniesiony w latach 1875–1881, a został zaprojektowany przez Władimira Sherwooda w tzw. rosyjskim stylu narodowym.
Muzeum znajduje się na placu Czerwonym, naprzeciw Soboru Wasyla Błogosławionego, i jest jedną z głównych atrakcji Moskwy.

## Opis

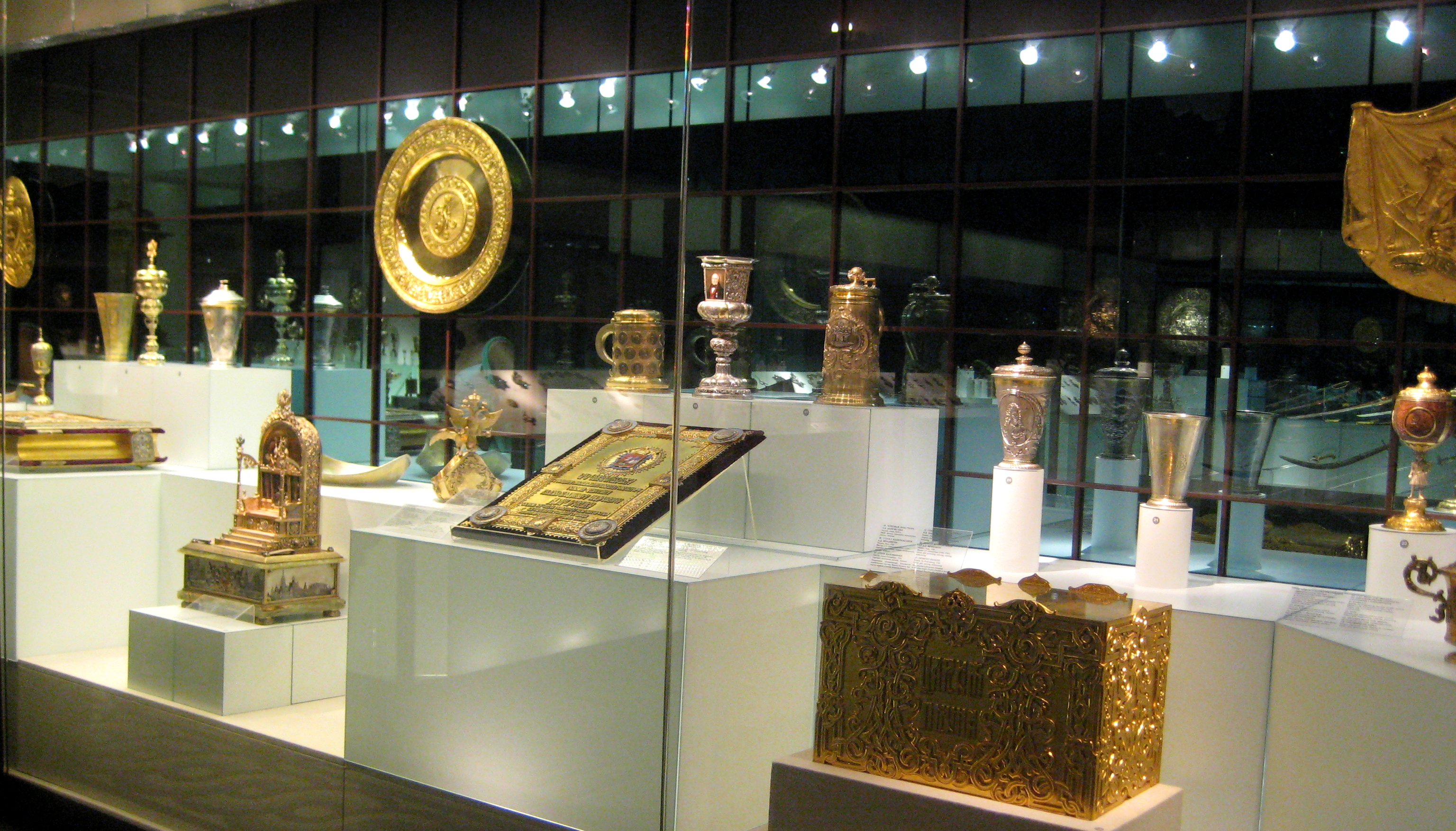
Fragment ekspozycji

Zbiory muzeum szybko wzrastały dzięki darowiznom ze strony klasztorów, bibliotek, rozmaitych instytutów, uniwersytetów i wydawnictw. Niektórzy rosyjscy arystokraci przekazywali dla muzeum swoje prywatne kolekcje. Do cenniejszych darów należy księgozbiór Golicyna z ponad 9000 tomów o historii Rosji, księgozbiór Czertkowa z ponad 300 starożytnymi rękopisami i korespondencją Iwana IV Groźnego z Andrzejem Kurbskim. Ponadto rodzina Czertków przekazała zbiór rosyjskich monet. Cenny wkład związany z historią Rosji wnieśli również: Bobryńscy, Oboleńscy, Kropotkinowie, Uwarowowie, Masalscy. Cenne wkłady pochodzą również od kupiectwa. Rodziny Bachruszynów, Burylinów, Sapożnikowów i Postnikowów podarowały ponad 300 000 eksponatów. W 1906 roku Anna Dostojewska, wdowa po pisarzu Dostojewskim, przekazała jego archiwum (fotografie, listy i inne przedmioty). Muzeum wydzieliło specjalne pomieszczenie poświęcone pamięci Dostojewskiego.
Muzeum przechowuje około 4,5 miliona eksponatów i 15 milionów kart dokumentów, co stanowi dwunastą część muzealnych zbiorów w Federacji Rosyjskiej. Zbiory dokumentują historię kultury wschodniej Europy i północnej Azji, od paleolitu do czasów współczesnych. Tylko 0,5% zbiorów jest udostępniana odwiedzającym.